# (36888) Škrabal
(36888) Škrabal – planetoida z pasa głównego asteroid okrążająca Słońce w ciągu 3 lat i 46 dni w średniej odległości 2,14 j.a. Została odkryta 29 września 2000 roku w obserwatorium astronomicznym w Ondřejovie przez Petera Kušniráka i Petra Pravca. Nazwa planetoidy pochodzi od Emila Škrabala (ur. 1906), czeskiego inżyniera i astronoma amatora, honorowym członka Czeskiego Towarzystwa Astronomicznego. Przed jej nadaniem planetoida nosiła oznaczenie tymczasowe (36888) 2000 SE163.